# 帕特纳加尔
帕特纳加尔（Patnagarh），是印度奥里萨邦Balangir县的一个城镇。总人口18685（2001年）。

## 人口
该地2001年总人口18685人，其中男性9533人，女性9152人；0—6岁人口2032人，其中男1057人，女975人；识字率66.76%，其中男性为75.94%，女性为57.21%。